# Renegade Animation
Renegade Animation – studio filmowe specjalizujące się w animacjach w programie Adobe Flash.
Firma założona została przez animatora Barrella Van Cittersa z Walt Disney Studios i Ashleya Postelwaite'a w 1992 roku, aby produkować internetowe kreskówki. Później firma zajęła się produkcją reklam telewizyjnych, natomiast aktualnie najbardziej znana jest jako producent kreskówki Hi Hi Puffy AmiYumi dostępnej na kanale Cartoon Network.